# (16403) 1984 WJ1
(16403) 1984 WJ1  es un asteroide perteneciente al cinturón de asteroides, región del sistema solar que se encuentra entre las órbitas de Marte y Júpiter.
Fue descubierto el 20 de noviembre de 1984 por Christian Pollas desde el Observatorio de Caussols.

## Designación y nombre
Designado provisionalmente como 1984 WJ1.

## Características orbitales
(16403) 1984 WJ1 está situado a una distancia media del Sol de 2,320 ua, pudiendo alejarse hasta 2,795 ua y acercarse hasta 1,845 ua. Su excentricidad es 0,205 y la inclinación orbital 10,745 grados. Emplea 1290,82 días en completar una órbita alrededor del Sol.

## Características físicas
La magnitud absoluta de (16403) 1984 WJ1 es 13,61. Tiene 4,147 km de diámetro y su albedo se estima en 0,340.